# Pasir (Payakumbuh Utara)
Pasir is een bestuurslaag in het regentschap Payakumbuh van de provincie West-Sumatra, Indonesië. Pasir telt 491 inwoners (volkstelling 2010).